# Spada da lato

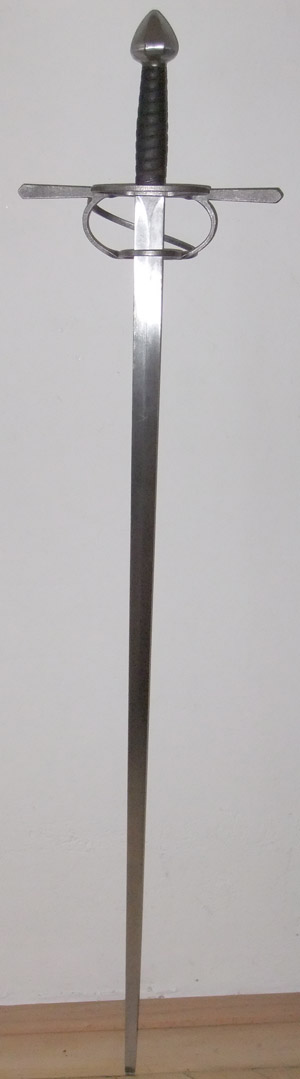
Réplique d'une spada da lato italienne.

La spada da lato (ou épée de côté, en français) est le nom que prend, en Italie, l'épée « civile » couramment utilisée aux XVe et XVIe siècles, et qui effectue la transition entre l'épée médiévale à une main et la rapière.
L'arme possède des appendices supplémentaires au niveau de la garde, comme le pas d'âne et parfois un anneau supplémentaire (ponticello) pour protéger le ricasso. Ces protections permettent de pallier le manque de gantelets, comme ceux typiquement utilisés par les militaires. Cependant, la lame reste destinée principalement à la taille, contrairement à la rapière, que l'on considère comme spécialisée pour l'estoc.
Le nom dériverait de l'habitude des civils de porter leur épée à leur flanc. En Espagnol, on utilisait le terme espada ropera, littéralement « épée de vêtement », où ropa désignait les vêtements. De l'Espagnol dérive le mot « rapière » en Français, et rapier en Anglais et en Allemand, termes qui désignent tout autant la spada da lato décrite ici que l'arme du XVIIe siècle qui en dérive (elle-même connue en Italien sous le nom de spada de lato a striscia ou tout simplement striscia).
De fait, la spada da lato n'est qu'un terme de conservateur de musée, appliqué a posteriori sur l'arme qui fut le précurseur, et le contemporain de la rapière : on trouve bien des références à l'expression spada da lato dans le traité d'Angelo Viggiani mais elle se réfère à l'épée que l'on porte à son flanc en toute généralité, pas celle d'un type particulier. Les contemporains de l'arme utilisaient parfois le terme de « rapière » pour qualifier une épée que l'on appellerait aujourd'hui une spada da lato (tel est le cas de Joachim Meyer, dans son traité de 1570), ce qui augmente la confusion.
Selon la période historique ou les besoins de leur possesseur, les épées sont de taille et de forme très variable, de sorte qu'il n'existe pas de norme pour définir l'épée. Les spécimens de musée vont d'un poids de 1,7 à 0,75 kg.

## Historique
La spada da lato a été développée au XVe siècle dans une région d'Europe méditerranéenne où régnait une violence et une insécurité endémiques, avec une forte concentration de mercenaires, à savoir l'Espagne et les États d'Italie :
- en Italie, elle est visible dans des peintures du XVe siècle ainsi que des pièces de musée ;
- en Espagne, l’espada ropera est citée dans le livre Coplas de la panadera de Juan de Mena (1445-1450)[1] et dans un inventaire du duc Álvaro de Zúñiga (1485).

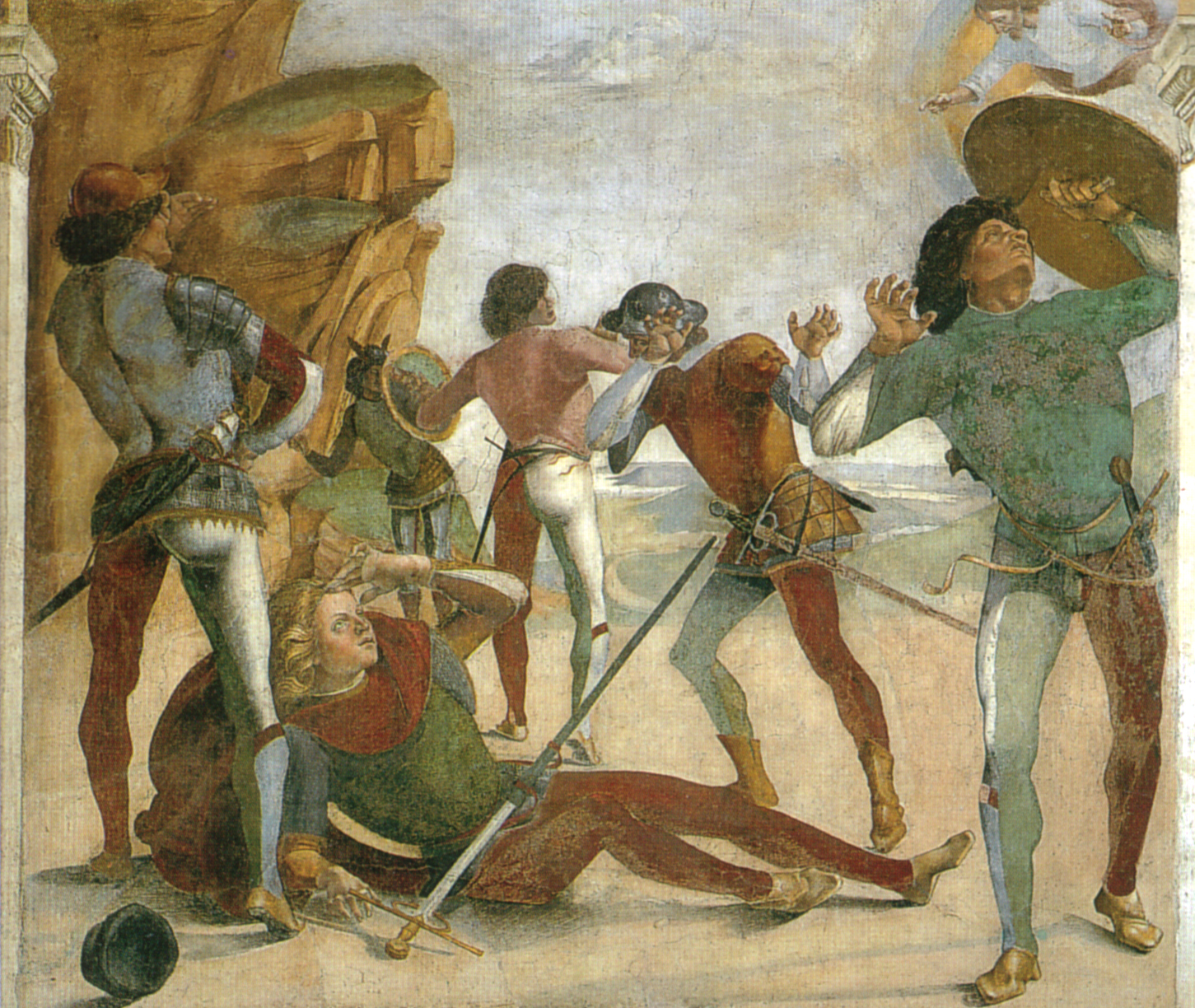
La conversion de Saint Paul de Luca Signorelli. Basilique de Loreto, sacristie de la Cure (entre 1477 et 1480). Les épées visibles sont des spade da lato.

Durant toute la fin du XVe et la première moitié du XVIe siècle, les plus grands maîtres d'armes possédant l'usage de cette épée étaient d'origine italienne. Cela a eu pour conséquence de créer une véritable « vague d'export » de maîtres d'armes italiens dans toutes les cours d'Europe, afin d'enseigner l'usage de ce nouveau type d'épée.
La tradition de l'escrime bolonaise est particulièrement attachée à cette arme, car elle est la première à l'enseigner, alors que d'autres maîtres italiens contemporains de l'apparition de l'arme, comme Filippo Vadi, se concentraient encore sur l'épée bâtarde médiévale.
La conséquence de ce marché de l'épée et des maîtres a été la diffusion de l'arme dans tout le bassin méditerranéen, qui a atteint la France vers 1475, puis de là est passée en Angleterre.
Durant tout le XVIe siècle, la spada da lato subit des variations comme l'augmentation des protections au niveau de la garde. Parallèlement, durant la seconde moitié du XVIe siècle, des maîtres tels que Camillo Agrippa, Salvator Fabris ou Ridolfo Capoferro prônent le fait de privilégier l'estoc ; ils sont suivis par les Espagnols sous l'influence de Jerónimo de Carranza. L'arme finira donc par évoluer, par un affinement et une plus grande longueur de la lame, aboutissant à la rapière qui sera l'arme par excellence du XVIIe siècle.

## Caractéristiques

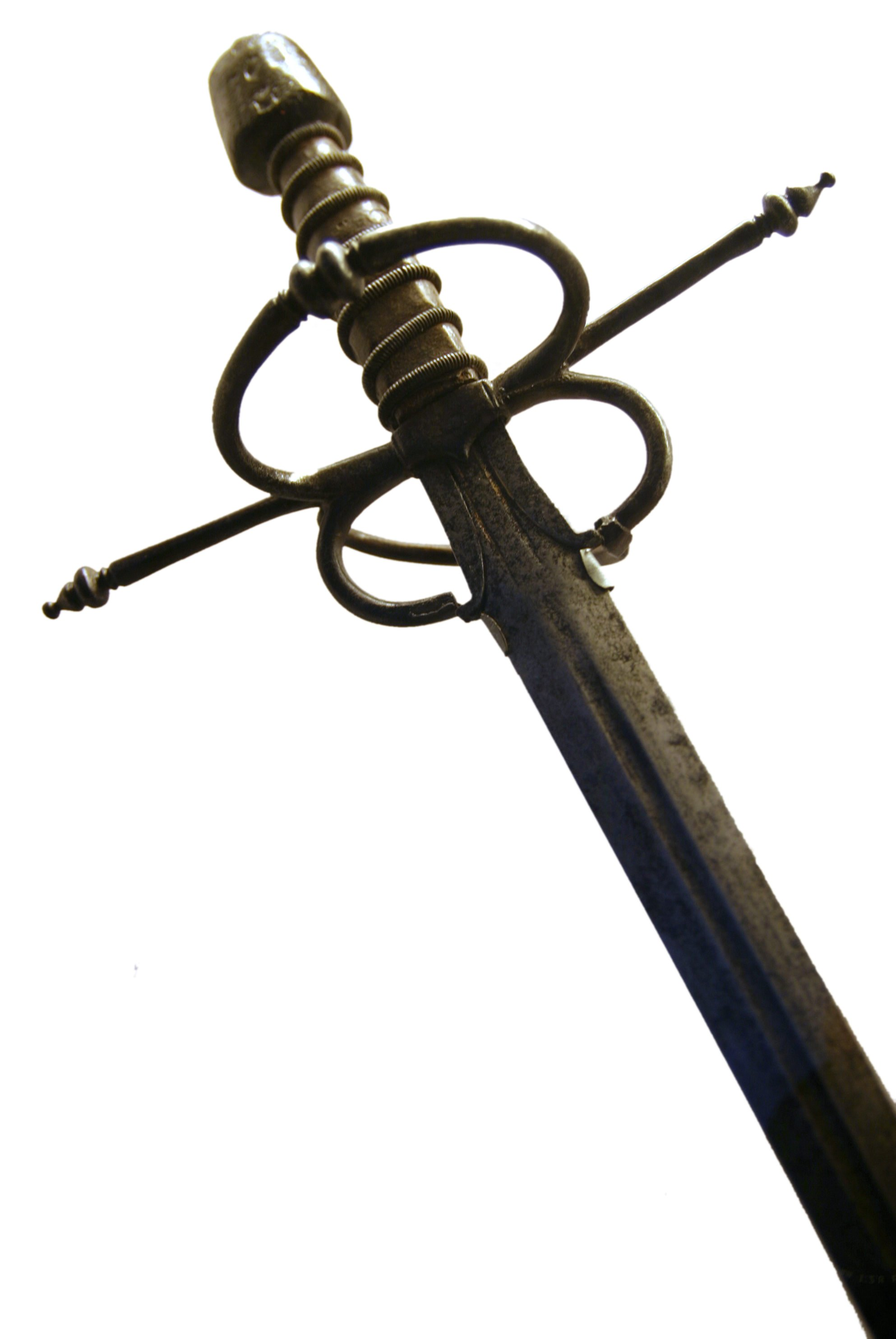
Une rapière précoce ou spada da lato exposée au Château de Chillon (Suisse).

Selon la période historique ou les besoins de leur possesseur, les épées sont de longueur et de forme très variables, de sorte qu'il n'existe pas de norme pour définir les dimensions de l'épée. Les spécimens de musée vont d'un poids de 1,7 à 0,75 kg. La lame fait environ 80 cm de long et 30 à 35 mm de large à la base, la longueur totale typique est de 100 cm.
Les caractéristiques fondamentales de l'épée sont les suivantes :
- lame pointue, aiguisée des deux côtés, relativement large, avec un ricasso, destinée pour la taille principalement ;
- garde avec poignée pour une ou deux mains, de longueur normalement proportionnelle à la longueur de l'arme, quillons en croix avec bras de grandes dimensions, dont l'un peut être replié pour protéger la main, auxquels s'attachent un ou deux pas-d'ânes (généralement deux) et parfois un anneau supplémentaire protégeant le ricasso (ponticello).

L'arme étant utilisée durant un siècle où, au niveau artistique, règne le maniérisme avec ses bizarreries, il n'est pas rare de voir ce type d'épée interprété de diverses manières par les armuriers de l'époque. Voici quelques exemplaires originaux trouvés dans des musées :
- certaines épées ont une lame "flamberge" ;
- certaines autres épées étaient munies d'un pistolet à rouet.

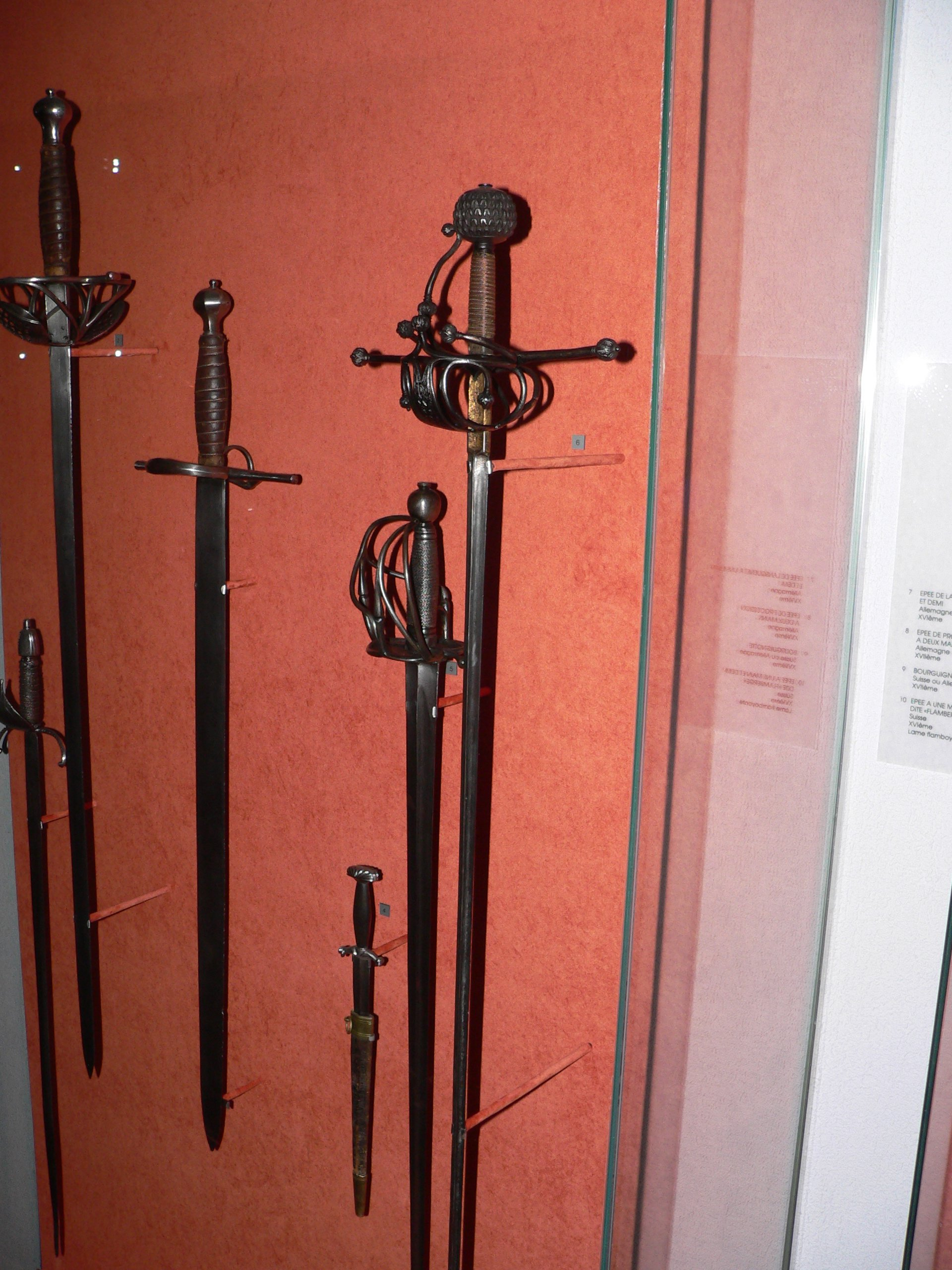
Spada da lato, musée d'art et d'histoire de Neuchâtel.
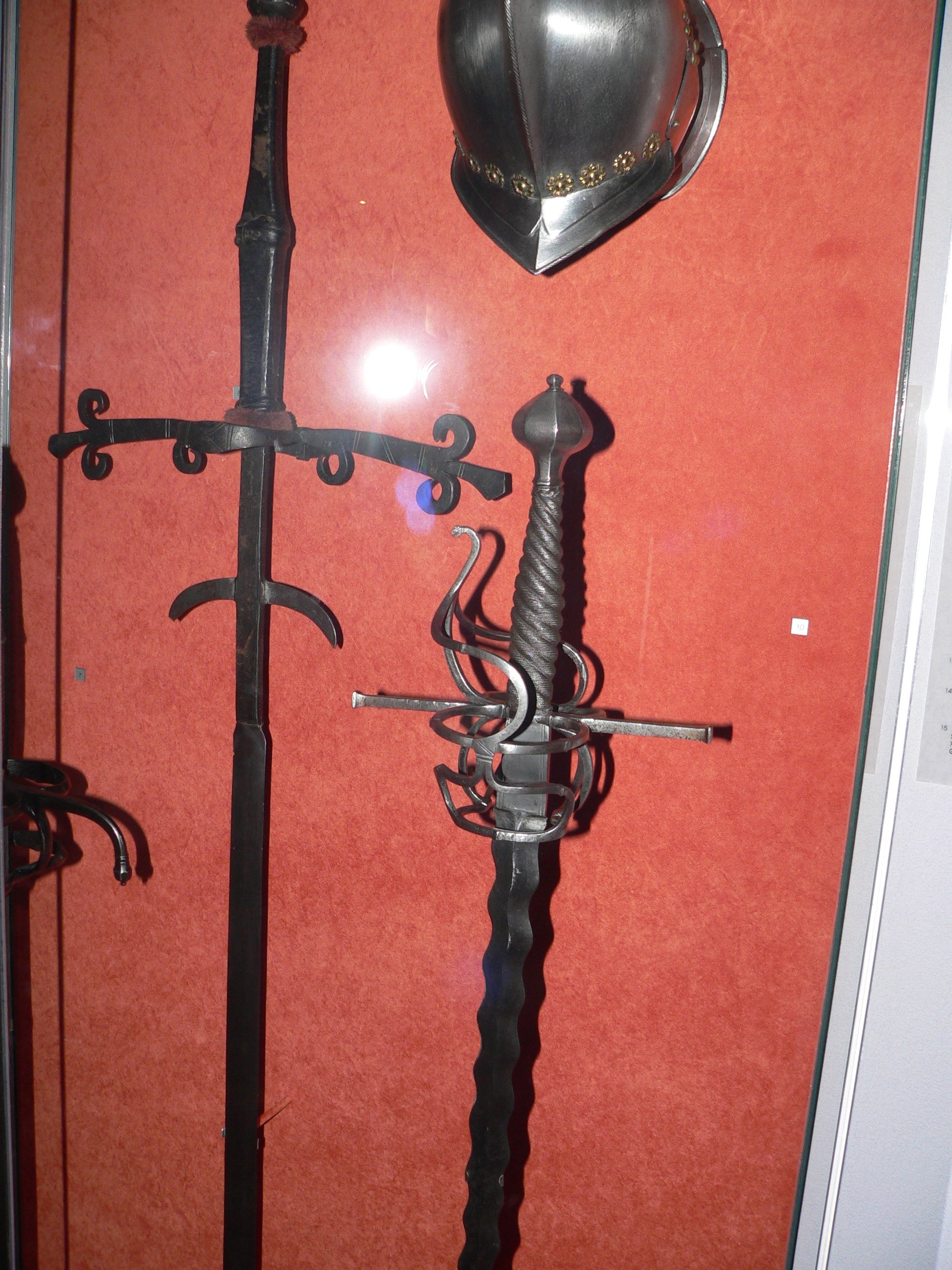
Epée avec lame flamberge, musée d'art et d'histoire de Neuchâtel.
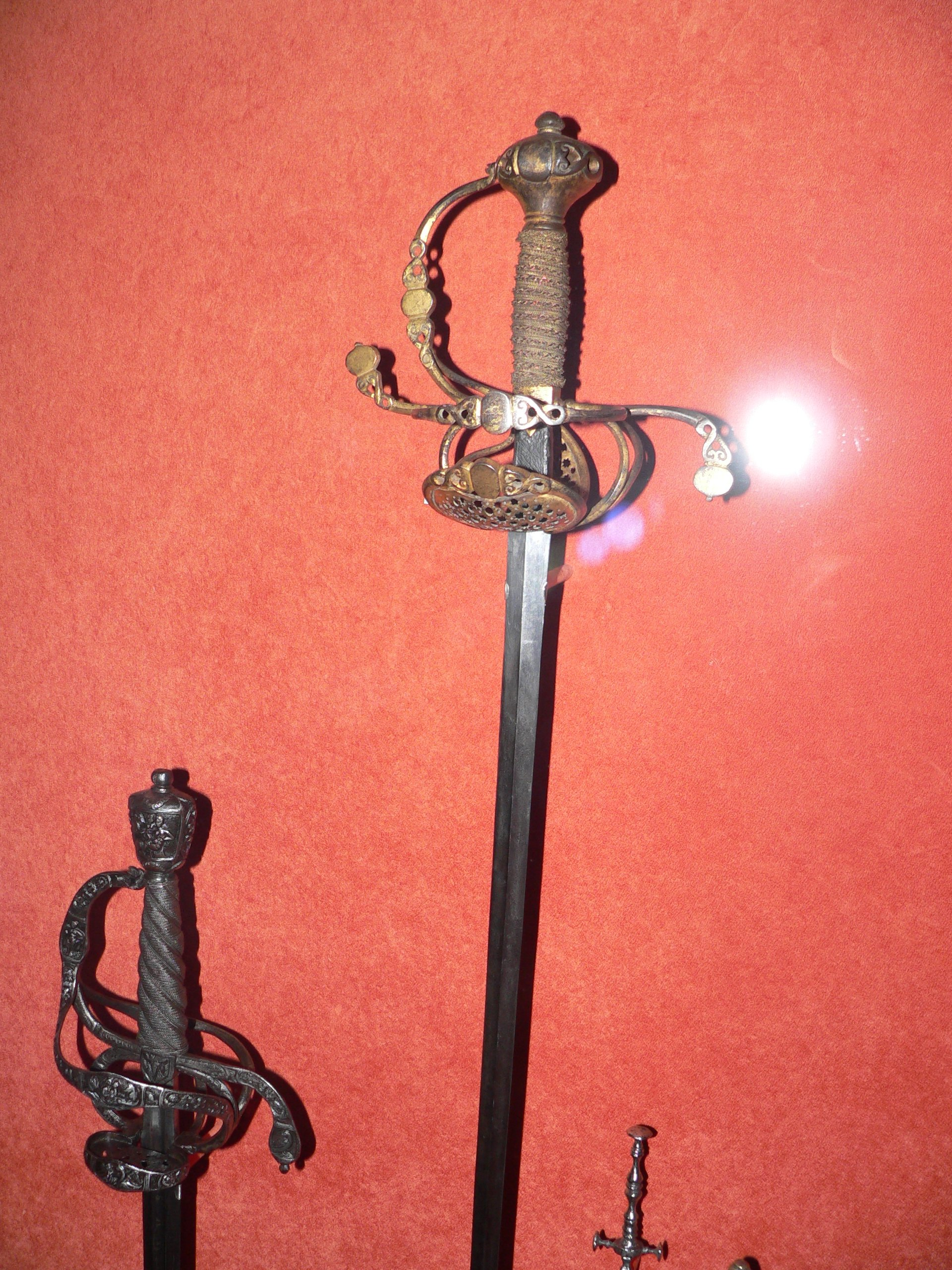
Spada da lato, musée d'art et d'histoire de Neuchâtel.
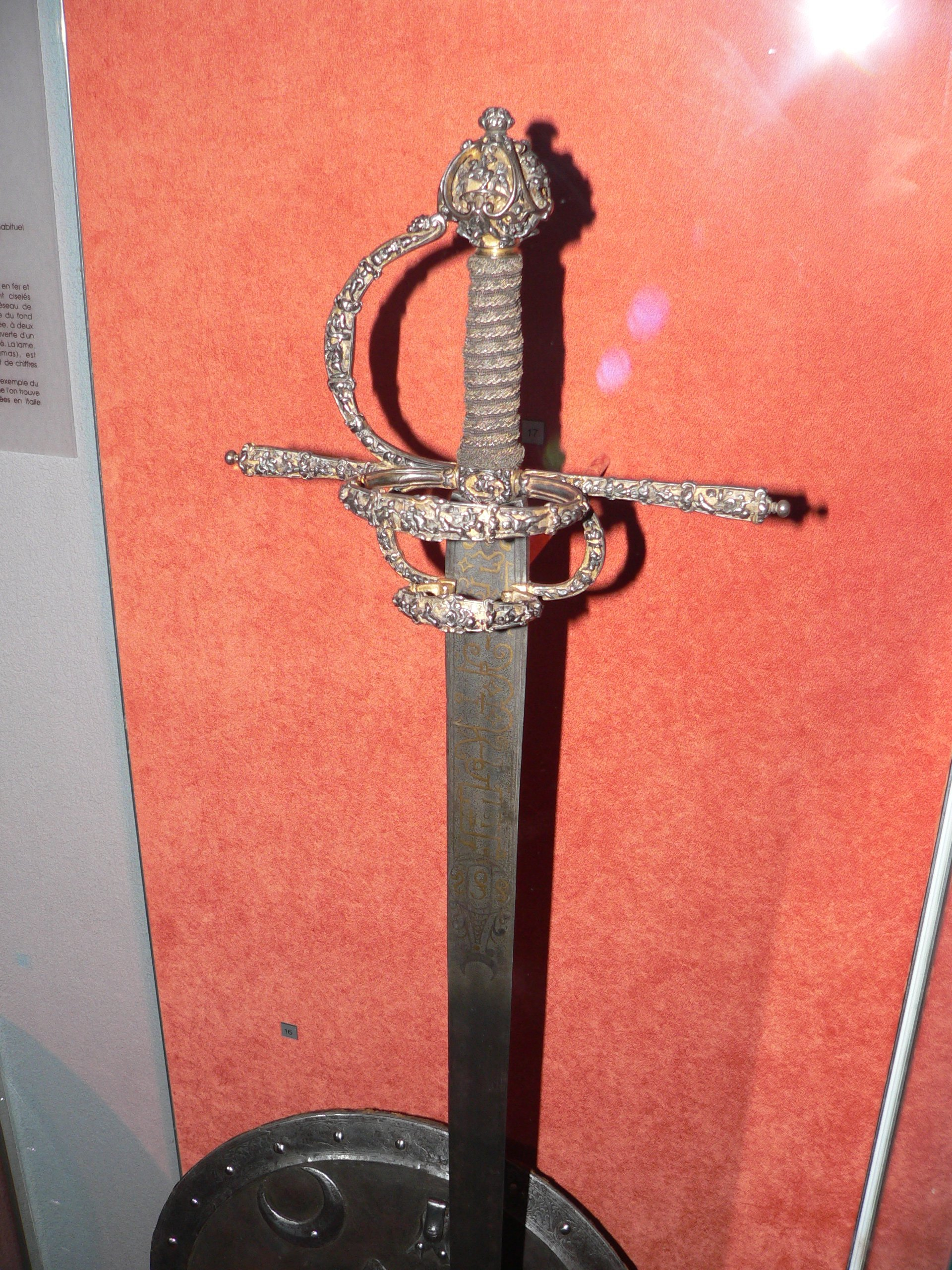
Spada da lato, musée d'art et d'histoire de Neuchâtel.
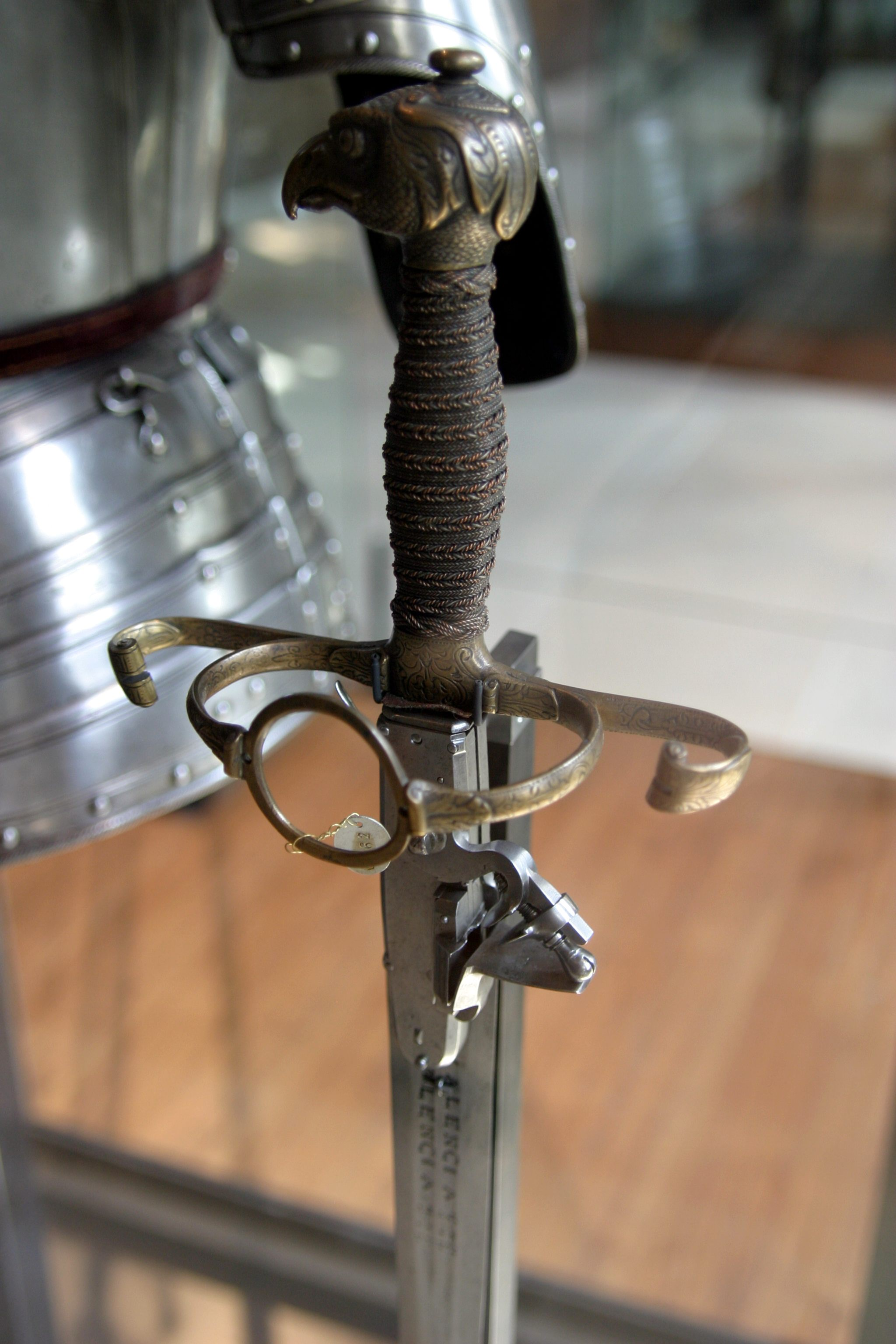
Spada da lato avec mécanisme d'arme à feu, musée de l'Armée de Paris.

## Utilisation

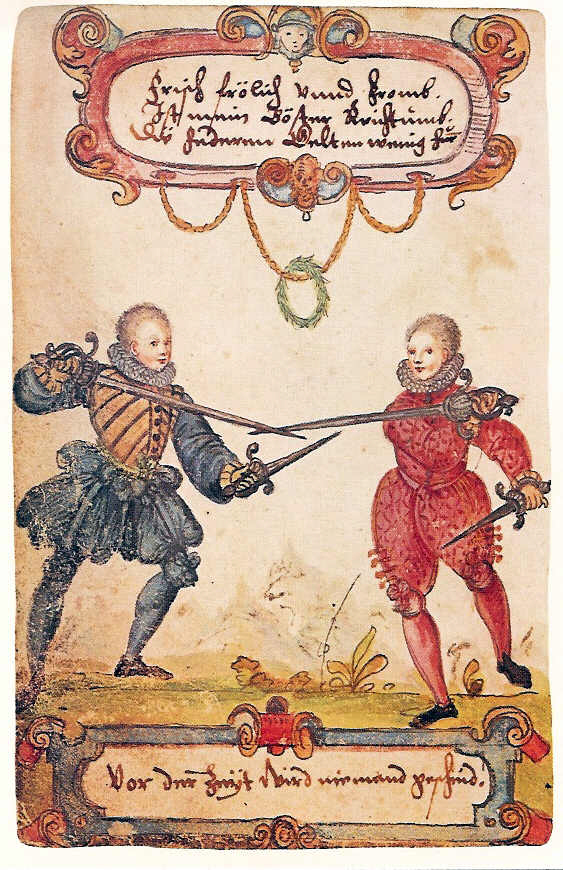
Duellistes utilisant l'épée et la dague, dans un traité provenant du Saint-Empire (1590).

La spada da lato s'utilise avec d’abondantes combinaisons d'attaques de taille et d'estoc, ainsi que des attaques en « moulinet ». Voir l'article consacré à l'escrime bolonaise pour plus de détails.
L'arme est souvent utilisée accompagnée d'une « main gauche », qui peut être de type offensif (dague comme la main-gauche ou seconde épée) ou défensif (rondache, bocle, targe, cape).
Au XVIIe siècle, l'arme devient de plus en plus souvent utilisée seule ou, au maximum, avec une dague, dans un usage de plus en plus codifié du duel.